# Roduardo
Roduardo (em latim: Roduardus; em inglês antigo: Roduuard/Rodward), também conhecido com Rodevoldo (Rodewold), Rodevardo (Rodeward), Hroduardo (Hroðwardus/Hroþwardus) e Uroduardo (Wroþwardus), foi arcebispo de Iorque na Alta Idade Média. Pouco se sabe sobre sua vida. Foi consagrado no cargo entre 904 e 928. Morreu em 931 e foi sucedido por Vulstano. Entre 928 e 931, testemunhou vários documentos do rei Etelstano.